# Ecgfrith (roi de Northumbrie)
Pour les articles homonymes, voir Ecgfrith.
Ecgfrith (vers 645 – 20 mai 685) est roi de Northumbrie de 670 jusqu'à sa mort. Il dirige la Northumbrie au sommet de sa puissance, mais son règne s'achève sur une défaite désastreuse contre les Pictes à Nechtansmere, durant laquelle il perd la vie.

## Biographie
Ecgfrith est le fils de son prédécesseur, Oswiu. L'historien Bède le Vénérable relate qu'Ecgfrith est retenu en otage par les Merciens lors de l'invasion de la Northumbrie par Penda de Mercie en 654 (ou 655). Penda est vaincu et tué par les Northumbriens sous les ordres d'Oswiu durant la bataille de la Winwæd.
En 660, il épouse Æthelthryth, la fille d'Anna d'Est-Anglie, qui rapidement entre dans les ordres, acte qui la rapproche probablement de Wilfrid, archevêque de York. Ecgfrith épouse en secondes noces Eormenburg.
Ecgfrith devient roi de Deira, un sous-royaume de la Northumbrie, en 664, avant de succéder à son père après sa mort, le 15 février 670. Au début de son règne, il combat et vainc les Pictes qui s'étaient révoltés à la bataille des Deux Rivières. En 674, il vainc Wulfhere de Mercie et s'empare de la région du Lindsey. En 679, il combat les Merciens menés par Æthelred, le successeur de Wulfhere, qui est également son beau-frère (il est le mari d'Osthryth, la sœur d'Ecgfrith). Le frère d'Ecgfrith, Ælfwine, est tué au combat, et la province de Lindsey est restituée lors des négociations de paix, menées par l'archevêque Théodore de Cantorbéry.
En 684, Ecgfrith envoie une expédition en Irlande mené par son général Berht. Aucun territoire n'est conquis, mais elle rapporte un butin important et de nombreux esclaves à la Northumbrie. L'année suivante, contre l'avis de Cuthbert, Ecgfrith mène une armée contre les Pictes, menés alors par son cousin Bruide mac Bili. S'ensuit une cuisante défaite lors de la bataille de Nechtansmere, dans laquelle il trouve la mort et qui affaiblit sérieusement la puissance de la Northumbrie dans le nord. Bède date le début du déclin de la Northumbrie de la mort d'Ecgfrith. Il ne laisse pas d'enfants et son demi-frère Aldfrith lui succède.
Une légende populaire raconte que sa reine, le suivant de près (elle ne supportait pas de rester derrière dans les quartiers royaux), attendait patiemment des nouvelles de la bataille. Durant la campagne, Cuthbert s'y arrêta et dit à Eormenburg qu'il eut une vision de la mort de son mari, et lui recommanda de retourner au palais et de s'enfuir avec ses enfants. Presque simultanément, un messager arriva du champ de bataille annonçant la mort du roi.
En dehors de ses activités militaires, Ecgfrith apparaît comme le premier roi de Northumbrie, et peut-être même le premier roi anglo-saxon, à avoir utilisé le penny en argent (sceat), qui deviendra la principale monnaie anglaise durant des siècles. Diverses pièces de monnaie avaient circulé auparavant, mais elles étaient rares.